# Акустикофобия
Акустикофо́бия (acusticophobia; др.-греч. ἀκουστικός «относящийся к слуху» + фобия, син. фонофобия) — боязнь громких звуков. Сюда также может относиться боязнь голосов, включая и собственный голос.
Некоторые люди могут испытывать страх перед устройствами, которые могут внезапно издать громкий звук, например могут бояться наушников или пожарной тревоги. Прослушивание музыки на CD-диске, которая начинается тишиной, а затем неожиданно становится слишком громкой, может тяжело восприниматься людьми, страдающими акустикофобией. При воздействии громких звуков, например при громком разговоре, может возникнуть приступ судорог.
Акустикофобия может возникать у людей, получивших черепно-мозговую травму, страдающих мигренью, головной болью напряжения, поскольку громкие звуки провоцируют приступ боли и другие симптомы, присущие заболеванию.
Акустикофобия является одним из симптомов бешенства.

## Проявления
Больной испытывает усиленное потоотделение, тяжёлое, сбивчивое дыхание, учащённый пульс, возможно возникновение тошноты, тремора, напряжения мышц, поднимается давление. Человек теряет контроль над собственными эмоциями и поведением.
Как только повышенный шумовой фон приходит в норму, больные самостоятельно приходят в нормальное состояние.

## Лечение
Лечение проводится с помощью препаратов, назначаемых при тревожных расстройствах любого генеза, медленном привыкании на фоне препаратов к шумам. Также используются психотерапевтические средства лечения и гипнотерапия.